# الحوت الأعمى
الحوت الأعمى هو فيلم تلفزي مغربي من إخراج حسن غنجة سنة 2001، و بطولة كل من يونس ميكري، عبد الغني الصناك، عبد القادر لطفي، محمد سعيد عفيفي، وآخرون.
الفيلم مقتبس عن رواية للمؤلف المغربي الميلودي الحمدوشي والتي تحمل نفس الاسم الحوت الأعمى، وكتب السيناريو والحوار عبد الإله الحمدوشي.

## القصة
قصة بوليسية تبدا عندما يتلقى يقظان ضابط الشرطة وهو يستعد لمغادرة المنزل رفقة اسرته لتلبية دعوة عائلية (طالما اجلت بسبب ظروف عمله) مكالمة هاتفية تخبرة بالعثور على جثة فتاة مقتولة بالرصاص، فيشرع في تحرياته حول هذه القضية التي ستقوده إلى خيوط متشابكة من العلاقات المشبوهة ليتضح ان الفتاة كانت على علاقة باجنبي مقيم في المغرب وهو ايطالي يعمل بالميناء. وعند البحث عنه واقتحام منزله وجد مقتولا في منزله بنفس الطريقة التي قتلت بها الفتاة وتقود التحريات إلى ان الامر يتعلق بتصفية حسابات بين تجار مخدرات.

## وصلات خارجية
- فيلم الحوت الأعمى على موقع السينما.كوم